# Litsea novoguinensis
Litsea novoguinensis är en lagerväxtart som beskrevs av Teschn.. Litsea novoguinensis ingår i släktet Litsea och familjen lagerväxter. Inga underarter finns listade i Catalogue of Life.